# Wappen des Marktes Pleinfeld
Das Wappen des Marktes Pleinfeld ist das Hoheitszeichen des Marktes Pleinfeld im mittelfränkischen Landkreis Weißenburg-Gunzenhausen.

## Blasonierung
„Unter rotem Schildhaupt, darin ein waagrechter silberner Bischofsstab, geviert; 1 und 4: silbern, 2: schwarz, 3: rot.“

## Geschichte
1486 verlieh Kaiser Friedrich II. auf Bitten des Eichstätter Bischofs Wilhelm von Reichenau das Marktrecht und verlieh zugleich das Wappen. Der Wappenbrief trägt das Ausstellungsdatum vom 24. Februar 1486, wird aber erst mit kaiserlichem Gegensiegel vom 29. November 1486 rechtsgültig. Der Bischofsstab auf dem Wappen weist auf das Hochstift Eichstätt hin; ab 1819 fehlte er und wurde erst später wiedereingeführt. Über die Farben herrschte lange Zeit Unsicherheit; die Farben des Schildhaupts sowie des Bischofsstabs wechselten von Rot, Gold und Silber. Die Vierung war abwechselnd silbern und schwarz oder silbern und rot, im 19. Jahrhundert in den Farben Bayerns silbern und blau. Anlässlich des 500-Jahr-Jubiläums der Markterhebung Pleinfelds 1984 wurde die Abschrift des Wappenbriefs von 1486 entdeckt, die wohl aus der Zeit der Verleihung stammt. Aus ihm gehen die Farben silber, schwarz und rot eindeutig hervor. Seit dieser Zeit führt die Marktgemeinde ihr Wappen in den historisch richtigen Farben.

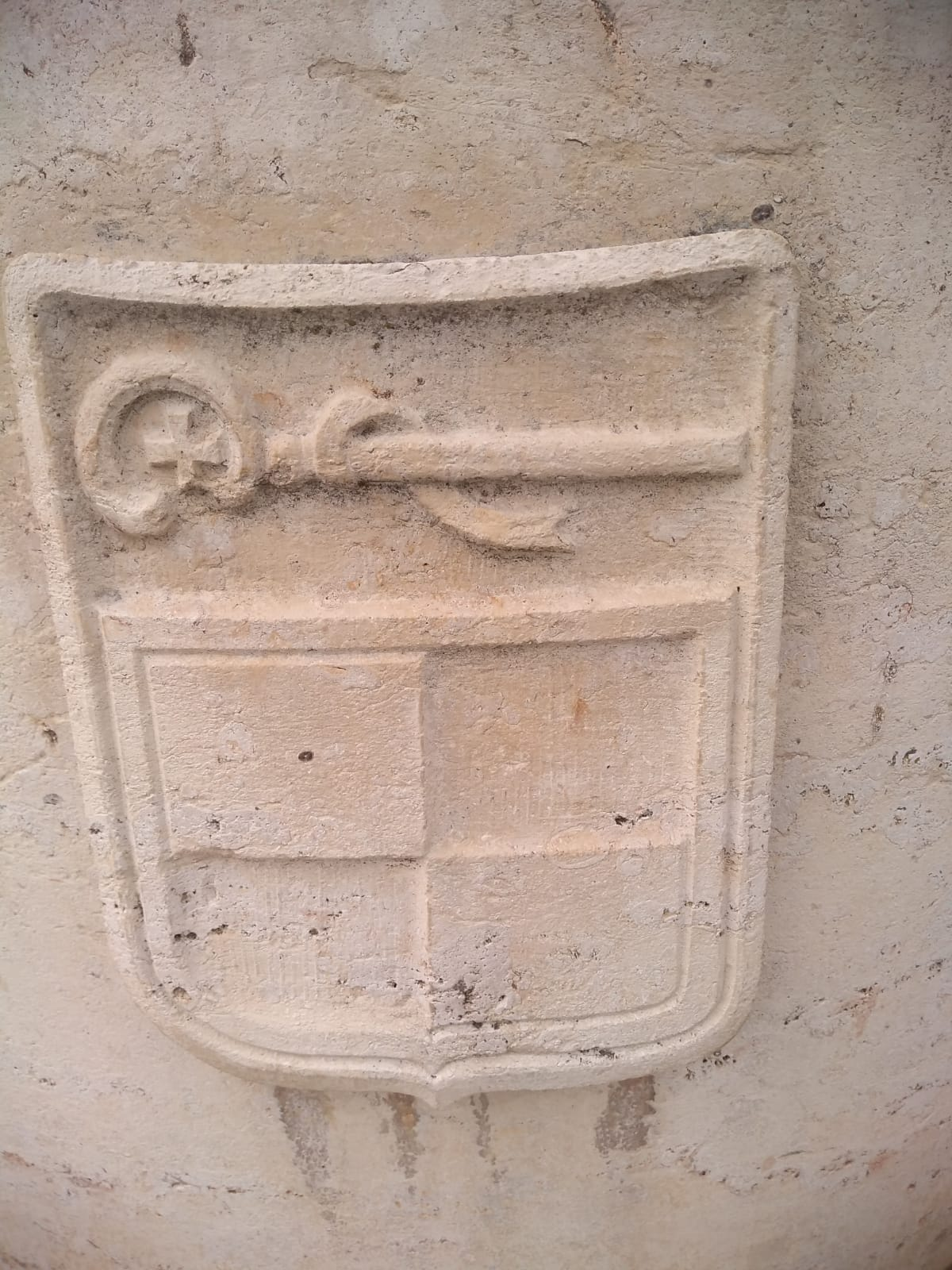
Das Pleinfelder Wappen als Sandsteinrelief
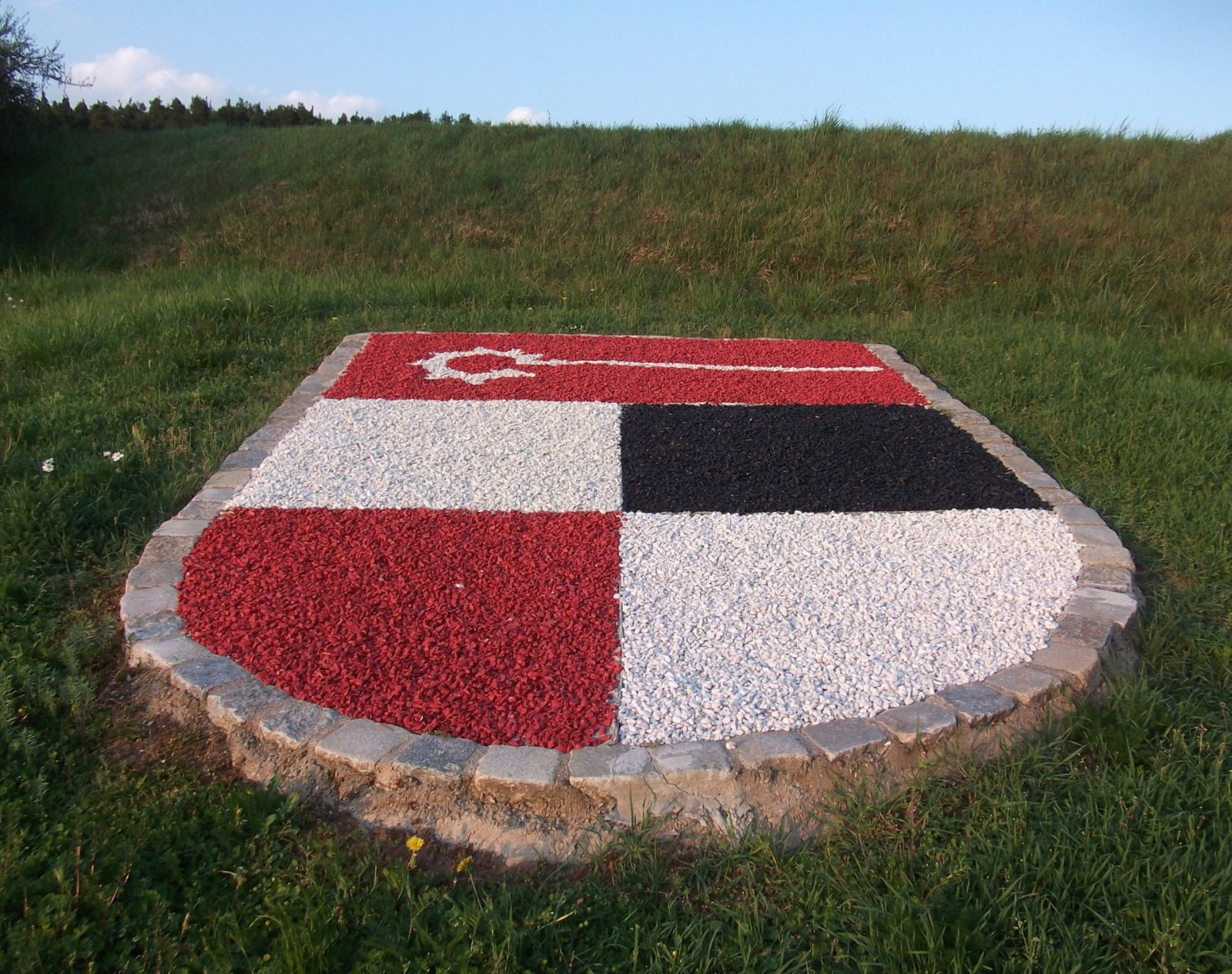
Pleinfelder Wappen, Kunstwerk aus buntem Kies am südlichen Ortseingang